# Лисицино (Нікольський район)
Лиси́цино (рос. Лисицыно) — присілок у складі Нікольського району Вологодської області, Росія. Входить до складу Зеленцовського сільського поселення.

## Населення
Населення — 34 особи (2010; 50 у 2002).
Національний склад (станом на 2002 рік):
- росіяни — 100 %